# ایپولیت لوکومت

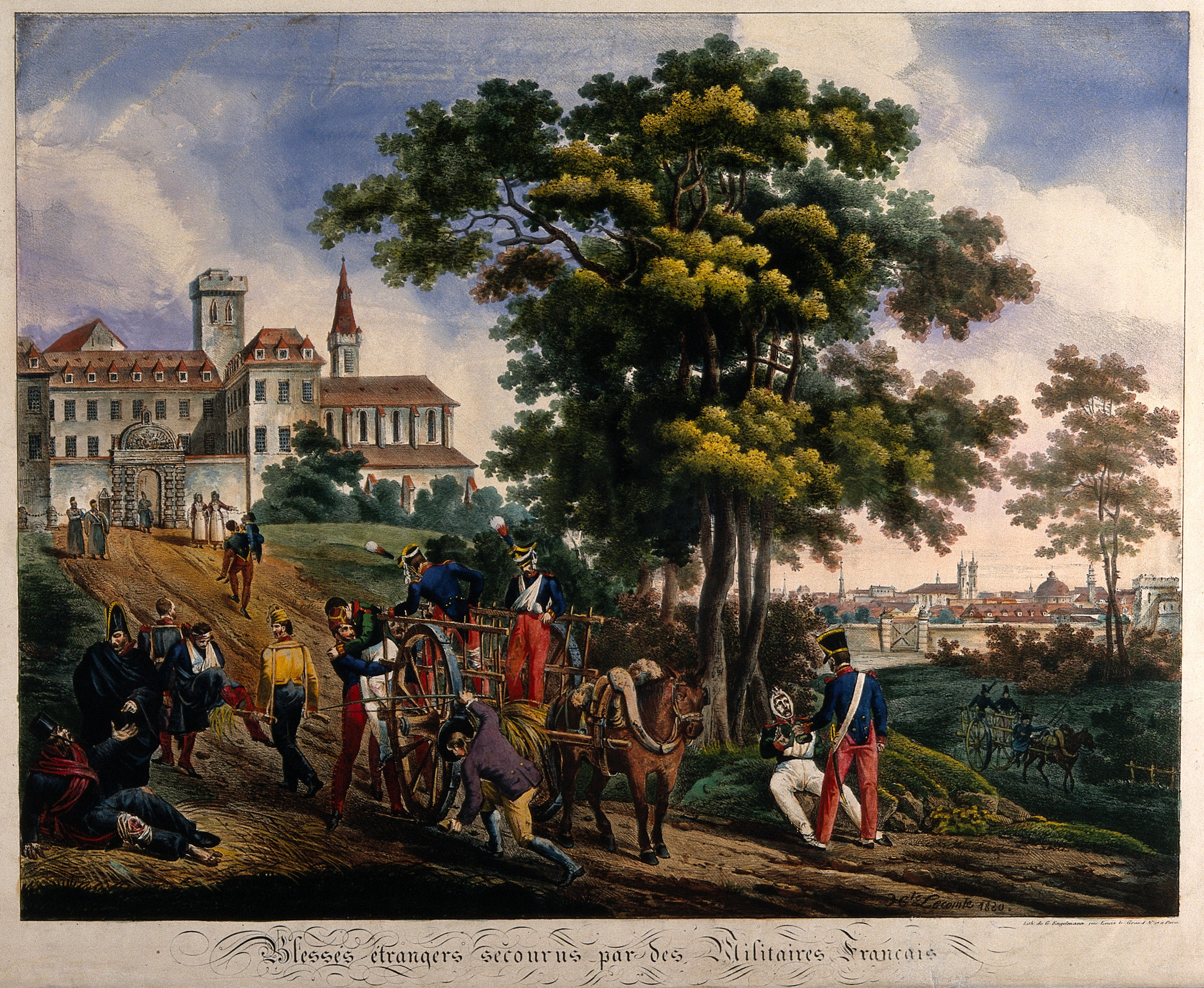
یکی از آثار ایپولیت لوکومت

ایپولیت لوکومت (انگلیسی: Hippolyte Lecomte; ۲۸ دسامبر ۱۷۸۱ – ۲۵ ژوئیهٔ ۱۸۵۷) نقاش اهل فرانسه بود.